# كلها او طريقو (مسلسل)
كلها او طريقو هو مسلسل درامي مغربي من إخراج مراد الخودي ومن تأليف هند سيقال سنة 2021، وبطولة كل من أمين الناجي، عزيز داداس، محمد الشوبي، فاطمة الزهراء لحرش، هدى الريحاني، ناصر أقباب، المهدي فولان، سحر الصديقي وغيرهم. انطلق عرض المسلسل بتاريخ 19 مايو 2021 على القناة الأولى المغربية.

## قصة المسلسل
في الرباط في الثمانينيات يعيش التاجر (مأمون) حياة عادية مع عائلته، حتى اليوم الذي تجد العائلة نفسها وسط صعوبات وصراعات خطيرة وتنقلب حياة أفرادها رأسا على عقب فيحاول رب الأسرة إنقاذ عائلته.

## طاقم التمثيل

### أدوار رئيسية
| الممثل             | الدور |
| ------------------ | ----- |
| أمين الناجي        | زهير  |
| عزيز داداس         | جلول  |
| محمد الشوبي        | مأمون |
| فاطمة الزهراء لحرش | حنان  |
| هدى الريحاني       | غيثة  |
| ناصر أقباب         | نجيب  |
| المهدي فولان       | خالد  |
| سحر الصديقي        | شامة  |

### أدوار ثانوية
- حسناء الطمطاوي
- نعيمة إلياس
- حسن فولان
- زهور السليماني
- يوسف عربي
- وصال بيريز
- خديجة علوش
- نجاة الخطيب
- طارق البخاري
- مراد العشابي
- عادل بلحجام
- فرح أومحا

### ضيوف الشرف
- رفيق بوبكر
- البشير وكين
- حميد النيدر
- محسن مالزي
- فتيحة فخفاخي
- منير مساري
- محمد متوكل

## وصلات خارجية
- كلها او طريقو على موقع قاعدة بيانات الأفلام العربية